# Algèbre générale
Pour les articles homonymes, voir Algèbre (homonymie).
L'algèbre générale, ou algèbre abstraite, est la branche des mathématiques qui porte principalement sur l'étude des structures algébriques et de leurs relations. L'appellation algèbre générale s'oppose à celle d'algèbre élémentaire ; cette dernière enseigne le calcul algébrique, c'est-à-dire les règles de manipulation des formules et des expressions algébriques.
Historiquement, les structures algébriques sont apparues dans différents domaines des mathématiques, et n'y ont pas été étudiées séparément. C'est pourquoi l'algèbre générale possède beaucoup de connexions avec toutes les branches des mathématiques.
L'étude des structures algébriques peut être faite de manière abstraite, mais unifiée dans le cadre de l'algèbre universelle.

## Histoire
Comme dans d'autres parties des mathématiques, des problèmes et des exemples concrets ont joué un rôle important dans le développement de l'algèbre abstraite. Jusqu'à la fin du XIXe siècle, beaucoup - ou plus - de ces problèmes étaient en quelque sorte liés à la théorie des équations algébriques. Les principaux thèmes sont les suivants:
- Résolution de systèmes d'équations linéaires, ce qui a conduit à l'algèbre linéaire
- Tentatives de trouver des formules aux solutions d'équations polynomiales générales de degré supérieur qui ont abouti à la découverte de groupes comme des manifestations abstraites de symétrie
- Études arithmétiques des formes de degré quadratique supérieur et des équations diophantiennes, qui ont produit directement les notions d'un anneau et idéal.

### Algèbre moderne
La fin du XIXe siècle et le début du XXe siècle a connu un énorme changement dans la méthodologie des mathématiques. L'algèbre abstraite a émergé autour du début du XXe siècle, sous le nom d'algèbre moderne. Son étude faisait partie de l'entraînement pour plus de rigueur intellectuelle en mathématiques. Les définitions officielles de certaines structures algébriques ont émergé au XIXe siècle.

## Applications
En raison de sa généralité, l'algèbre abstraite est utilisée dans de nombreux domaines des mathématiques et de la science. Par exemple, la topologie algébrique utilise des objets algébriques pour son étude. La théorie algébrique des nombres étudie divers anneaux numériques qui généralisent l'ensemble des entiers. En utilisant la théorie des nombres algébriques, Andrew Wiles a prouvé le dernier théorème de Fermat.

## Bases
- Théorie des ensembles
  - Notion d'ensemble
  - Sous-ensemble
  - Opérations sur les ensembles
  - Produit cartésien
- Correspondances et relations
  - Relation binaire
  - Fonctions et applications
- Loi de composition
  - Loi interne

## Structures algébriques
- Magmas :
  - Demi-groupe (ou semi-groupe)
  - Quasigroupe
  - Monoïde
  - Boucle (ou Loop)
  - Groupe
- Annélides :
  - Anneau
  - Corps
  - Corps commutatif
- Moduloïdes :
  - Module

Différentes structures algébriques.

  - Espace vectoriel (étudié dans le cadre de l'algèbre linéaire)
- Algèbres :
  - Algèbre sur un anneau
  - Algèbre sur un corps
- Treillis :
  - demi-treillis
  - treillis
- Opérade